# Asociația de Fotbal din Emiratele Arabe Unite
Asociația de Fotbal din Emiratele Arabe Unite este corpul guvernator principal în Emiratele Arabe Unite.